# Bandeira dos Emirados Árabes Unidos

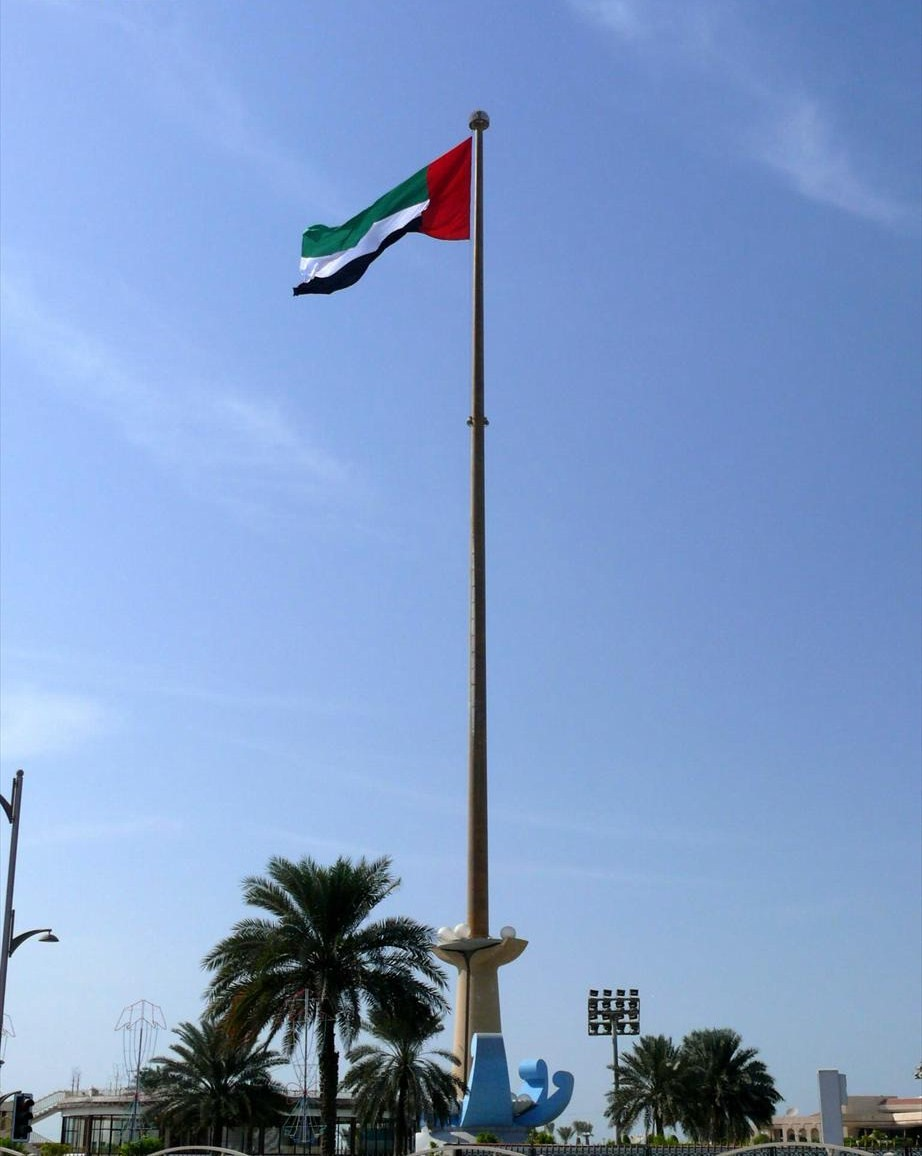
Bandeira dos Emirados Árabes Unidos hasteda no Union House em Dubai

A bandeira dos Emirados Árabes Unidos foi adotada em 2 de dezembro de 1971 e contém as cores Pan-Arábes vermelho, verde, branco e preto, simbolizando a unidade Arábica.
As cores individuais tem os seguintes significados:
- verde: Fertilidade;
- branco: Neutralidade;
- preto: a riqueza de petróleo dentro das fronteiras do país;
- vermelho: a união.

Navios mercantis podem levar a insígnia civil alternativa, uma bandeira vermelha com a bandeira nacional no canto.

## Bandeira de Cada Emirado
Cada um dos emirados tem sua própria bandeira.

Bandeira de Abu Dhabi
Bandeira de Ajman
Bandeira de Dubai
Bandeira de Al Fujayrah
Bandeira de Ra's al Khaymah
Bandeira de Sharjah
Bandeira de Umm al Qaywayn

### Outras bandeiras

Bandeira civil alternativa
Bandeira do Presidente dos Emirados Árabes Unidos.